# NPOバンク
NPOバンクとは、主に環境や福祉などの市民事業に融資する非営利金融機関の総称である。北海道NPOバンク（2002年設立）が団体名称として初めて「NPOバンク」を用いて以降、次第にこの名称が普及するようになった、とされる。

## 概要
個々のNPOバンクによって理念や組織構造、融資対象などに違いはあるが、「NPOバンク」と呼ばれる組織に共通する主要な特徴は、概ね以下のようなものと考えられる。
- 環境や福祉などに関心を持つ一般市民から出資金を集めて、NPOやコミュニティビジネスなどの市民事業に融資し、市民の間でお金を有効に循環させることをめざしている。
- 融資額は1件につき数十～数百万円程度と少額、年利は1～3%程度と低利である。
- 組織は財産・人員ともごく小規模で、地域に根差した活動をしているものが多い。

## 類似組織との比較
NPOバンクと市民バンクを混同している例が時折散見される。(株)プレスオールターナティブ（以下PAと略称）代表の片岡勝が1989年に始めた「市民バンク」は、PAと永代信用組合（当時）の提携により始められた提携融資制度の名称であるが、実際に融資するのは信用組合の役割であり、PAが融資するわけではない。この提携融資制度はその後、東京都信用組合協会（現在は江東信用組合・青和信用組合が実施などにも広がりをみせた。NPOバンクは、市民バンクとは異なり、自らが融資を行う点が特徴である。
他方、社会的な目的を有したファンドが近年いくつか現れている。例えば、特定非営利活動法人北海道グリーンファンドや特定非営利活動法人グリーンエネルギー青森、市民風車の会あきたなど、いわゆる市民風車（市民出資による風力発電所）に対して、自然エネルギーに関心を持つ市民が出資する事例が増えている。また、PAの片岡らが中心となって、島根県民ファンドや大阪コミュニティービジネスファンドなどのコミュニティファンドを設立し、地元企業育成による地域経済活性化を図る動きもみられる。
こうしたファンドとNPOバンクは、環境や地域活性化といった理念や市民による出資という点では共通する面があるものの、直接金融か間接金融かという点で投資手法が異なっている。ファンドは直接金融であり、出資先候補のベンチャー企業に出資するか否かは個々の投資家が各自の責任で判断するのに対し、NPOバンクは間接金融であり、個々の投資先はNPOバンク自身が判断する。
多重債務者や生活困窮者の生活再建が課題としてあり、それらのために低利融資する生協（消費者信用生活協同組合、グリーンコープ生協）やNPO団体（一般社団法人 生活サポート基金）が存在する（マイクロファイナンス#日本におけるマイクロファイナンスも参照）。また、キリスト教会を基盤として信者の相互扶助を目的とした低利融資を行う日本共助組合も古くから活動を続けてきた。これらの組織も非営利金融機関であることから「広義のNPOバンク」として類型化されることもある。ただし、一般的に「狭義のNPOバンク」と呼ばれる組織は個人消費者対象というよりも、主に市民事業を対象として融資している。以下に狭義のNPOバンクについて記述する。

## 世界のNPOバンク
NPOバンクという概念は、現時点では日本独自のものだが、日本以外にも類似の目的・機能を持った金融機関がある。
- マイクロクレジット：農家や都市スラム住民などの貧困層に対して少額の資金を融資し経済的自立を図る手法、および融資を行う金融機関。バングラデシュのグラミン銀行やBRACなど、アジア・アフリカなどの貧しい途上国に普及している。
- コミュニティ開発金融機関（CDFI）：貧困地域の活性化、社会的不利益層の経済的自立を図るため、少額の資金を融資する金融機関。アメリカ、イギリスをはじめ欧米諸国に普及している。
- ソーシャルバンク：自然エネルギーや有機農業、障害者雇用など社会的目的の強い事業に融資する銀行。コミュニティ開発機関と異なり、一般市民からの預金を扱うことができる。イギリスのチャリティ銀行やオランダのトリオドス銀行、イタリアの倫理銀行、ドイツのGLSコミュニティ銀行などが知られている。INAISEというネットワークが存在し、年1回総会を行っている。

## NPOバンク一覧
2010年12月現在、存在を確認できている狭義のNPOバンクは下記の通りである（カッコ内は設立年）。
- 未来バンク事業組合（1994年）
- 女性・市民信用組合（WCC）設立準備会（1998年）
- 北海道NPOバンク（2002年）
- NPO夢バンク（2003年）
- 東京コミュニティパワーバンク（2003年）
- ap bank（2004年）
- 新潟コミュニティ・バンク（2005年）
- コミュニティ・ユース・バンクmomo（2005年）
- いわてNPOバンク（2006年）
- くまもとソーシャルバンク（2008年）
- もやいバンク福岡（2009年）
- ピースバンクいしかわ（2010年）

各々のNPOバンクは、環境保全やコミュニティづくり、女性の起業など、それぞれの理念を打ち出しており、融資対象や融資額などの設定にも特徴がみられる。

## 新たなNPOバンクの設立動向とその背景
論者によってNPOバンクの数え方は少しずつ異なるが、全国NPOバンク連絡会によれば、現在は13のNPOバンクが存在している。ただし、このうち実際に融資事業を始めているのは8のNPOバンクにとどまり、まだ設立されたばかりのNPOバンクも少なくない。
上記のほかにも、この2～3年の間に、青森県、福島県、大阪府、和歌山県、広島県、福岡県などの各地でも、NPOバンクを設立しようとする動きがみられるようになった。
このようにNPOバンクが相次いで設立されつつある背景としては、事業型NPOの増加による資金需要の拡大、寄付・助成によるNPO資金調達の限界、資金循環に関心を持つ市民の存在、などが挙げられる。
公的介護保険事業や行政の委託事業、コミュニティビジネスの増加に伴い、これらの事業に取り組むNPOは設備資金やつなぎ資金を必要とするようになったが、銀行はNPOに資金を簡単に融資しようとしなかった。そのため、事業型NPOは銀行に代わる新たな金融機関を必要とした。
銀行預金が地域に循環せず、場合によっては戦争や環境破壊に投資されていることに問題意識を持つ市民が現れ、資金の使途が分かる預け先としてNPOバンクを選択するようになった。
この2つの背景からNPOバンクが各地で設立されるに至ったといえる。

## 歴史

### NPOバンク設立とNPOバンクフォーラム
広義のNPOバンクを含めれば1960年の日本共助組合設立、1969年の岩手信用生協設立も歴史に盛り込むべきだが、ここでは狭義のNPOバンクに限定して述べる。
NPOバンクの嚆矢は1994年の未来バンク事業組合設立とされている。未来バンク事業組合は市民団体「フォーラム21」の活動を契機として、市民運動家の田中優らが中心となって設立した。田中優はその著『どうして郵貯がいけないの』（北斗出版）において、郵貯の資金が財政投融資として無駄な公共事業に流れていることを批判し、資金の流れを変えることで社会・環境を変える必要性を説いた。その具体的な試みとして、環境にやさしい事業に融資する未来バンク事業組合を設立し、趣旨に賛同する一般市民からの出資を得てNPOなどへの融資を始めた。
他方、神奈川の生活クラブ生協、ワーカーズコレクティブ（W.Co.）運動の発展を背景として、ワーカーズコレクティブをはじめとする市民事業が資金難にあえいでいたことから、市民事業に融資する信用組合を設立しようとする動きが現れた（女性・市民信用組合（WCC）設立準備会の設立）。しかし、監督官庁（当時）の神奈川県当局は容易に設立を認めなかったため、WCCは当面、貸金業者として市民事業への融資を始めることとした（1998年）。
その後、北海道NPOバンク（2002年）、東京コミュニティパワーバンク（2003年）、ap bank（2003年）、NPO夢バンク（2003年）と設立が相次いだこともあり、2004年には札幌市で第1回の全国NPOバンクフォーラムが開催された。
さらに翌2005年には、新潟コミュニティ・バンクとコミュニティ・ユース・バンクmomoが設立され、東京で第2回全国NPOバンクフォーラムが開催されている。
2005年には証券取引法改正（現：金融商品取引法）に伴うNPOバンクへの影響が懸念されるようになり、この証券取引法改正問題に対処するため全国NPOバンク連絡会が結成された。また、翌2006年には貸金業規制法改正（現：貸金業法）に伴うNPOバンクへの影響が浮上した。2008年に東京で開催された第3回全国NPOバンクフォーラムでは貸金業法問題が大きくクローズアップされた。

### マスコミ・政府の注目
NPOバンクに対して、新聞・テレビなどのマスコミも「市民による新たな金融の出現」として注目し、大きく取り上げるようになった。新聞では日本経済新聞や朝日新聞などが地方版を含めて積極的にNPOバンクを紹介するようになり、テレビではNHKやテレビ東京などが2005年以降、数度にわたって特集を組んで紹介している（例えばNHK総合「クローズアップ現代　市民のお金で新たな金融」2008年1月17日放送）。
政府・自治体も近年、NPOバンクに関心を寄せるようになった。例えば、環境省は「コミュニティ・ファンド等における統合的先進取組調査業務」（2007年度）においてNPOバンクを活用した環境コミュニティビジネスのモデル事業を試みた。2007年4月、山本金融大臣（当時）は記者会見の場で「日本版グラミン銀行」への期待を表明し、金融庁は金融改善プログラムのなかで「日本版グラミン銀行」的な役割を生協や協同組織金融機関に期待した。国土交通省は2008年7月、「国土形成計画（全国計画）」においてNPOバンクに着目し、「「資金の小さな循環」、「『志』ある投資」の推進等による資金の確保」を重点課題の一つに掲げた。さらに、自治体のなかには、北海道や札幌市、長野県、長野市、上田市のように、NPOバンクに公金を出資・融資することで、より直截的にNPOバンクを支援する取り組みが始まっている。

## 仕組み

### 組織構造
一般にNPOバンクと称されているが、銀行法上の「銀行」ではなく、法的には貸金業者（貸金業法の適用を受ける）であり、いわゆるサラ金と同等の扱いである。貸金業者なので預金を扱うことはできない。出資なので元本保証はなく、いずれのNPOバンクも出資に対する配当は行っていない。
組織構造としては、単一組織のNPOバンクと、形式的に2つの組織を併用するNPOバンクとがある。組織併用の例としては、NPO法人と民法組合を組み合わせた北海道NPOバンクやNPO夢バンク、民法組合を2つ組み合わせた未来バンク、任意団体を2つ組み合わせたWCCがある。組織併用の理由はそれぞれのNPOバンクによって異なるが、例えば北海道NPOバンクの場合、NPO法人自体は出資を集めることができないため、出資の受け皿として民法組合を設けているが、実際には2つの組織は一体のものとして運用されているといえよう。
単一組織としては、民法組合、任意団体、有限責任中間法人などの例（ap bank、東京コミュニティパワーバンクなど）があるが、これらは法人格によって有限責任と無限責任の区別が異なる。
NPOバンクは低利・少額融資で、財政状況が楽ではないため、人件費や事務所費などの経費を自前で賄うことはできない。そのため基本的にボランティアによって、あるいは母体組織のスタッフによって運営されていることが多い。

### 出資・融資
NPOバンクは預金を扱えないため、融資の原資は基本的に、趣旨に賛同した市民からの出資金を充てている。出資者の大多数は個人であり、ap bankを除くNPOバンクは一般市民からの出資を広く募っている。
多くのNPOバンクは出資者を会員とし、会員に対して出資額の10～20倍以内（つなぎ融資の場合は別）を融資額の上限に設定している。そのため、NPOバンクからの借り入れを希望するNPO等はまずNPOバンクに一定額を出資する必要がある。
一般市民からの出資とは別に、北海道NPOバンクやNPO夢バンクのように、自治体からも出資や融資を募る例もみられる。
融資対象としては、主にNPOやワーカーズコレクティブ（W.Co.）、環境や福祉などの市民事業であり、法人格の要件は特段設けられていない。これらの中には、特定非営利活動法人（NPO法人）だけでなく、任意団体、個人事業主、企業組合、有限会社など多様な法人格が含まれており、NPOバンクとしては法人格よりも組織と事業内容の実質で判断しているためであると考えられる。
NPOバンクのなかには、個人消費者に融資する例も少数ながらみられる（例えば省エネ家電への買い替え、教育ローンなど）。
融資審査は、事業の社会性と経済性（返済可能性）の両面から行われ、審査委員会には金融の専門家や市民事業の経験者、環境問題等の専門家などが集められる。融資申請にあたってNPO等から提出された事業計画書・財務諸表に従って書類審査するだけでなく、融資申請者との面接、NPO等の現地視察なども行われることがある。NPOバンクは融資にあたって原則として担保を徴求しない（ただし個人保証は必要）こともあり、既存の金融機関に比べて、事業の将来性やNPO経営者の資質・器量、返済可能性を徹底的に見極める高度な“目利き力”が求められることになる。
さらには、事業計画書・財務諸表の作成にあたって、事前のきめ細かな指導を行うNPOバンクや、融資実施後にも融資先への現地訪問を繰り返して経営支援を行うNPOバンクも多い。NPOや地域との密着性、事業の社会性の審査は、既存の金融機関にはあまりみられない特色の一つといえる。

## 意義
- 既存の金融機関に代わる資金循環の可能性を市民に示したこと。自らの資金が戦争や環境破壊等に使われるのではなく、自らの望む使途に使われることにより、社会をより良い方向に変えていく道筋を開いて、資金循環に関心を持つ市民の要求に応えた。
- NPOやコミュニティビジネスに対する資金供給、地域内での資金循環を促進しつつあること。
- 物的担保に過度に依存することなく、貸し手側と借り手側双方の強い信頼関係に基づいて融資を行うことの可能性・有効性を示したこと。NPOバンクの融資事例のうち、現在に至るまで貸し倒れがほとんど起きていないという事実は、この有効性を実証しているといえよう。既存金融機関の物的担保至上主義に対する一種のアンチテーゼともいえるが、信頼関係に基づいた融資はマイクロクレジット一般にも共通する特徴である。

## 課題
NPOバンクの抱える課題の一つは、財政的・人的基盤の弱さである。少額・低利融資で、融資総額も小規模なため、人件費や事務所費など必要経費を自前で賄うことは困難である。
もう一つの課題は、法制度的な制約である。2006年6月14日に公布された金融商品取引法は投資家保護を目的として、ファンドに対する情報開示と業者登録を義務化した。NPOバンクも市民から出資を募るため、この法律の規制下に入る恐れがあった。情報開示に際しては会計監査を要し、一説によると監査費用は数百万円かかるとされる。しかしNPOバンクは監査費用をとても負担できないため、法の適用除外にするよう、NPOバンク関係者が金融庁などに働きかけた。その結果、出資への配当をしないことを条件として、NPOバンクを適用除外にすることが認められた（金融商品取引法2条2項5号ロ「出資者がその出資又は拠出の額を超えて収益の配当又は出資対象事業にかかる財産の分配を受けることがないことを内容とするその出資者の権利」については適用除外される）。
また、2006年12月20日に公布された改正貸金業法（旧貸金業規制法）は貸金業者から融資を受ける消費者を保護することを目的として、貸金業者に対して最低財産要件の引き上げや過剰貸付契約禁止（総量規制）、指定信用情報機関の利用義務化などを規定した。NPOバンクも貸金業者なので、この法律の規制下に入る。最低財産要件の引き上げ（500万円から5,000万円への引き上げ）に関しては、特に新設のNPOバンクにとってハードルが高すぎるという理由で、NPOバンクを適用除外するよう、NPOバンクが金融庁などに働きかけた。その結果、NPO法17分野の事業や生活困窮者への貸付など、いくつかの条件を満たした場合には適用除外することが内閣府令に盛り込まれた。
ただし、指定信用情報機関への加入・利用義務についてはNPOバンクも対象とされている。指定信用情報機関への加入・利用には多額の費用がかかるだけでなく、NPOバンクの借り手の個人情報を信用情報機関に渡すことにより個人情報が悪用されるおそれも完全には否定できない、という問題が残されている。このため全国NPOバンク連絡会は指定信用情報機関への加入・利用義務に関してもNPOバンクを適用除外とすべきだと主張している。
なお、貸金業法の附帯決議（2006年12月12日）には、「市民活動を支える新たな金融システムを構築する観点から、法施行後二年六月以内に行われる見直しに当たり、非営利で低利の貸付けを行う法人の参入と存続が可能となるよう、法律本則に明記することなど必要な見直しを行うこと」とあり、NPOバンクをはじめとした市民金融への配慮を明記している。
アメリカやイギリスのコミュニティ開発金融機関（CDFI）は政府からの補助や減税制度などの促進策を得て急成長を遂げているが、日本では促進策というよりむしろ規制策が前面に現れ、NPOバンクの発展を阻害しかねない状況となりつつある。

## 参考資料
- 日本政策投資銀行 NPOのマネジメントに関する研究会 『NPOの資金調達と金融機関の役割――相互理解を進めるために』 2001年
- アリスセンター 『たあとる通信』16号 2004年
- 労働金庫研究所 『RESEARCH』15号（多賀俊二「NPO施策と労働金庫」） 2004年
- 中央ろうきん社会貢献基金 『ろうきん・NPO共同フォーラム 社会的事業のための金融システムを考える報告書』 2004年
- 澤山弘 「NPO・コミュニティビジネスに対する創業融資」『信金中金月報』 2005年9月
- 樫田秀樹 『「新しい貯金」で幸せになる方法』 築地書館 2006年 ISBN 9784806713319
- 鈴木正明 「NPOバンクの現状と課題」 国民生活金融公庫『調査月報』546号 2006年
- 北海道NPOバンク編 『NPOバンクを活用して起業家になろう!』 昭和堂 2007年 ISBN 9784812207444
- 藤井良広 『金融NPO』（岩波新書） 岩波書店 2007年 ISBN 9784004310846
- 谷本寛治編著 『SRIと新しい企業・金融』 東洋経済新報社 2007年（第9章3節） ISBN 9784492653999
- 多賀俊二 「NPOバンクと協同組織金融機関」『中小商工業研究』91号 2007年
- 多賀俊二 「非営利・共同セクターの金融ネットワークの可能性～市民金融の視点から」『研究所報いのちとくらし』22号 2008年